# Adalbert Braun

Adalbert Braun (um 1906)

Adalbert Braun (* 19. April 1843 in Vorderelexenau; † 17. Januar 1915 in Erlach) war ein bayerischer Landwirt und Abgeordneter.

## Werdegang
Braun bewirtschaftete einen Hof in Vorderelexenau bei Stubenberg.
Als Vertreter des Wahlkreises Pfarrkirchen gehörte er von 1893 bis 1907 der Kammer der Abgeordneten des Bayerischen Landtags an. Er war katholisch und Mitglied im Bayerischen Bauernbund.
Sein Enkelsohn Josef Braun war Bürgermeister von Stubenberg und ebenfalls Landtagsabgeordneter.